# كريستيان ميخيا (لاعب كرة قدم)
كريستيان ميخيا (بالإنجليزية: Christian Mejía)‏ (5 أكتوبر 1989 في الولايات المتحدة - ) هو لاعب كرة قدم أمريكي في مركز حراسة المرمى. شارك مع منتخب بورتوريكو تحت 20 سنة لكرة القدم ومنتخب بورتوريكو لكرة القدم.